# أنطوان بريت
أنطوان بريت (بالفرنسية: Antoine Bret) (9 يوليو 1717، ديجون في فرنسا - 25 فبراير 1792، باريس في فرنسا)؛ كاتب مسرحي، صحفي وروائي فرنسي.